# Hans-Peter Obwaller
Hans-Peter Obwaller (* 17. Juni 1971 in Saalfelden) ist ein ehemaliger österreichischer Radrennfahrer.

## Sportliche Laufbahn
Hans-Peter Obwaller begann seine Karriere 2001 bei dem Radsportteam Stabil Steiermark. Im Juni gewann er seine erste Etappe bei der Sachsen-Tour. Im folgenden Jahr konnte er eine Etappe bei der Österreich-Rundfahrt für sich entscheiden. Insgesamt wurde er neunmal Österreichischer Meister: viermal Straßenradsport-Bergmeister, einmal Meister im Straßenzeitfahren und viermal Meister im Mountainbike-Hillclimb.

## Erfolge

### Straße
2001
- eine Etappe Sachsen-Tour
- Österreichischer Meister – Berg

2002
- eine Etappe Österreich-Rundfahrt
- Österreichischer Meister – Berg

2003
- Österreichischer Meister – Berg

2004
- Österreichischer Meister – Bergrennen

2005
- Österreichischer Meister – Einzelzeitfahren

### Mountainbike
2006
- Österreichischer Meister – HillClimb[1]

2007
- Österreichischer Meister – HillClimb[2]

2008
- Österreichischer Meister  – HillClimb[3]

2009
- Österreichischer Meister  – HillClimb[4]

2010
- Österreichischer Meister  – HillClimb[5]